# Política da República da Irlanda

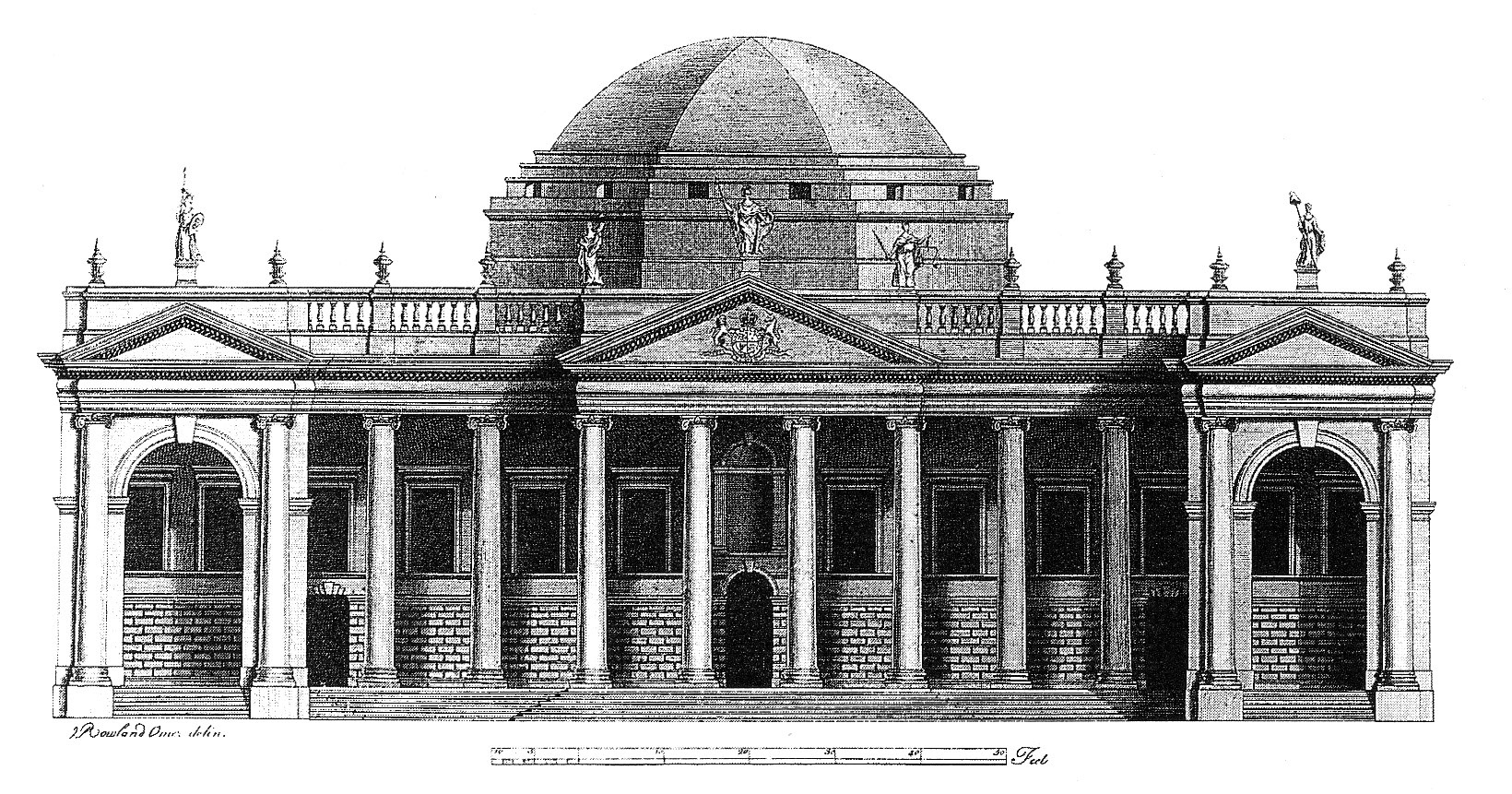
Antigo edifício do Parlamento da Irlanda.

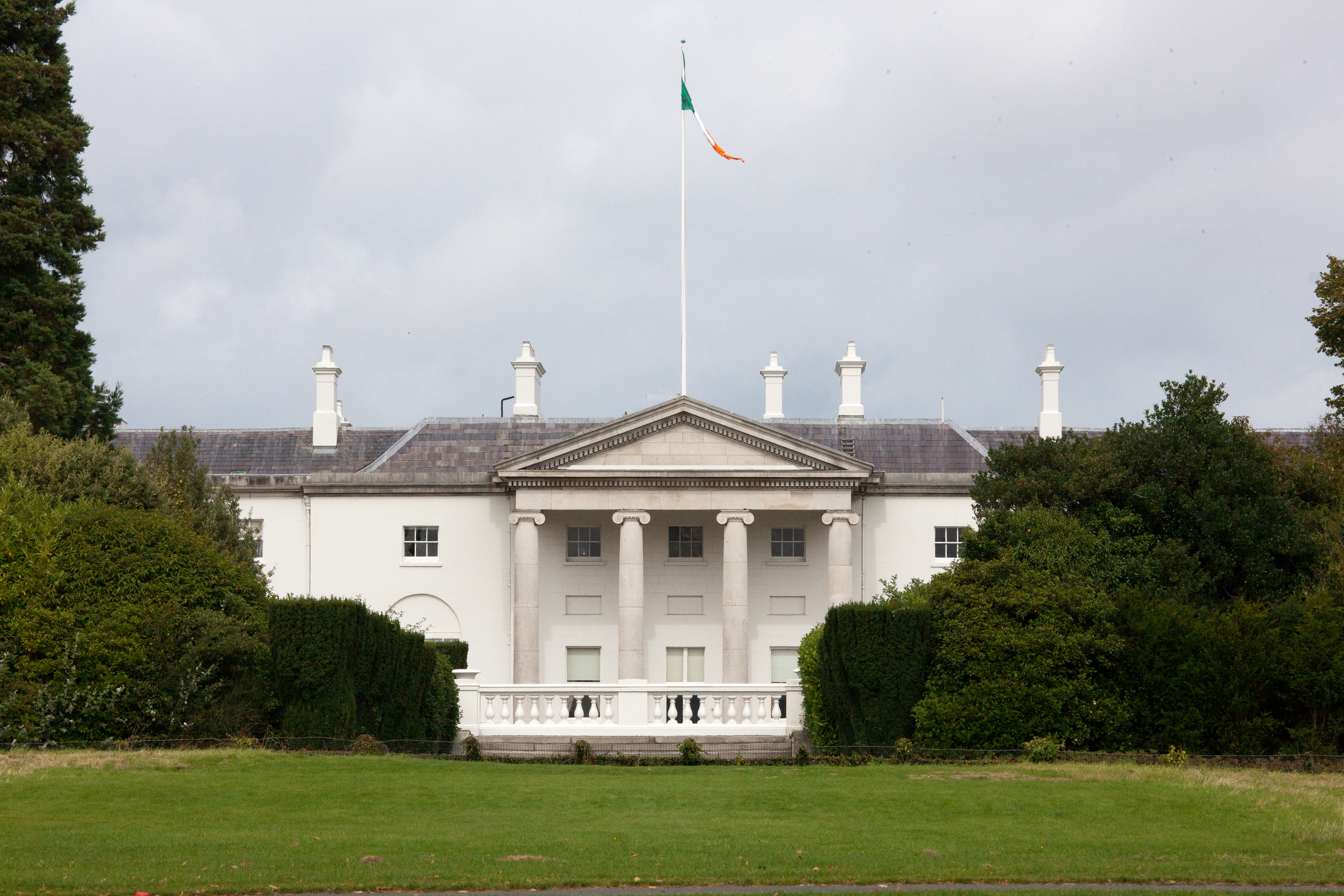
Áras an Uachtaráin, sede do executivo.

A República da Irlanda é uma democracia parlamentar. O poder legislativo é exercido pelo Parlamento (Oireachtas), constituído pelo Presidente e duas câmaras: o Dáil Éireann (Câmara dos Deputados) e o Seanad Éireann (Senado). Os 166 membros do Dáil são eleitos por sufrágio universal, por um período máximo de cinco anos, segundo o sistema de representação proporcional. O Senado compõe-se de 60 membros, dos quais 11 são nomeados pelo Primeiro-Ministro (Taoiseach), 43 são eleitos pelos membros do Dáil, do anterior Seanad e das autoridades locais a partir de listas de candidatos que pertencem a cinco sectores essenciais da sociedade: educação, agricultura, trabalhadores, indústria e comércio e administração. As universidades elegem seis membros do Senado.
Qualquer proposta de lei de revisão constitucional necessita do acordo das duas câmaras e de ser ratificada por referendo. O Presidente, que é eleito directamente por sete anos, nomeia, sob proposta do Dáil, o Primeiro-Ministro e sob proposta deste e o acordo prévio do Dáil, os ministros. O Dáil Éireann pode ser convocado ou dissolvido pelo Presidente, após parecer do Primeiro-Ministro. O Governo é constituído por um máximo de 15 membros, dos quais dois devem pertencer ao Senado e os restantes ao Dáil.